# 岐阜県道431号下山名丸線

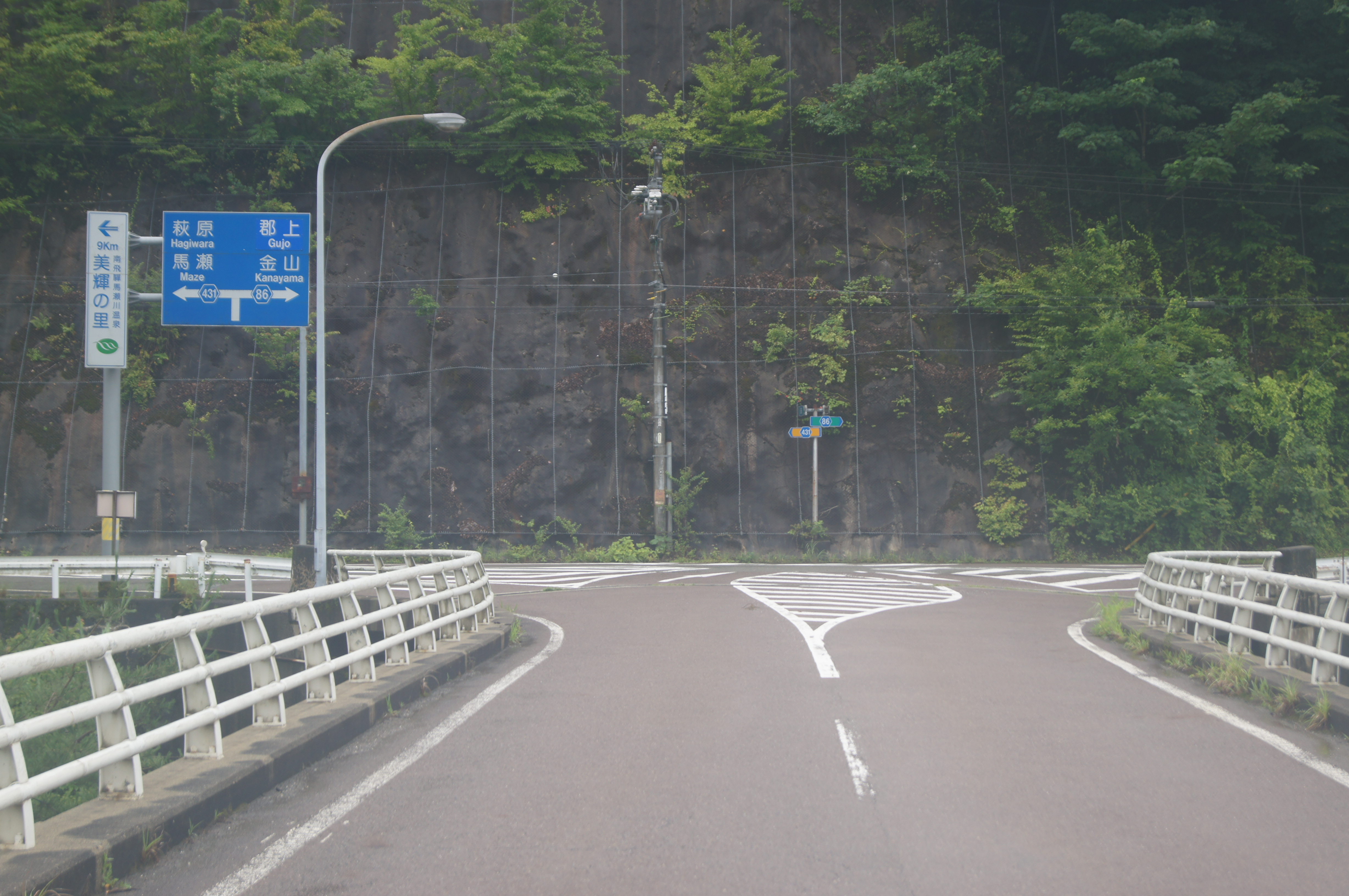
起点付近

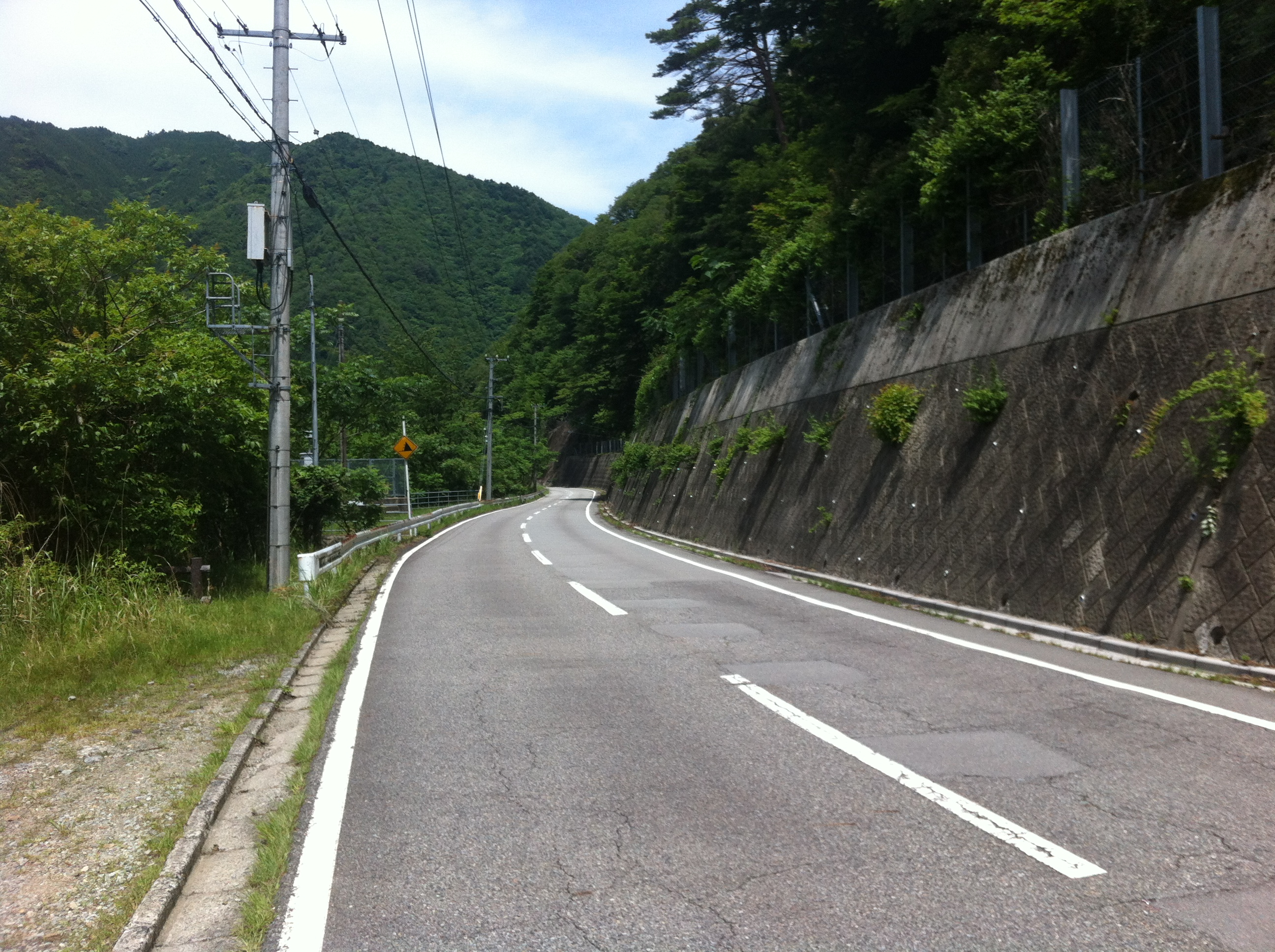
馬瀬下山地内

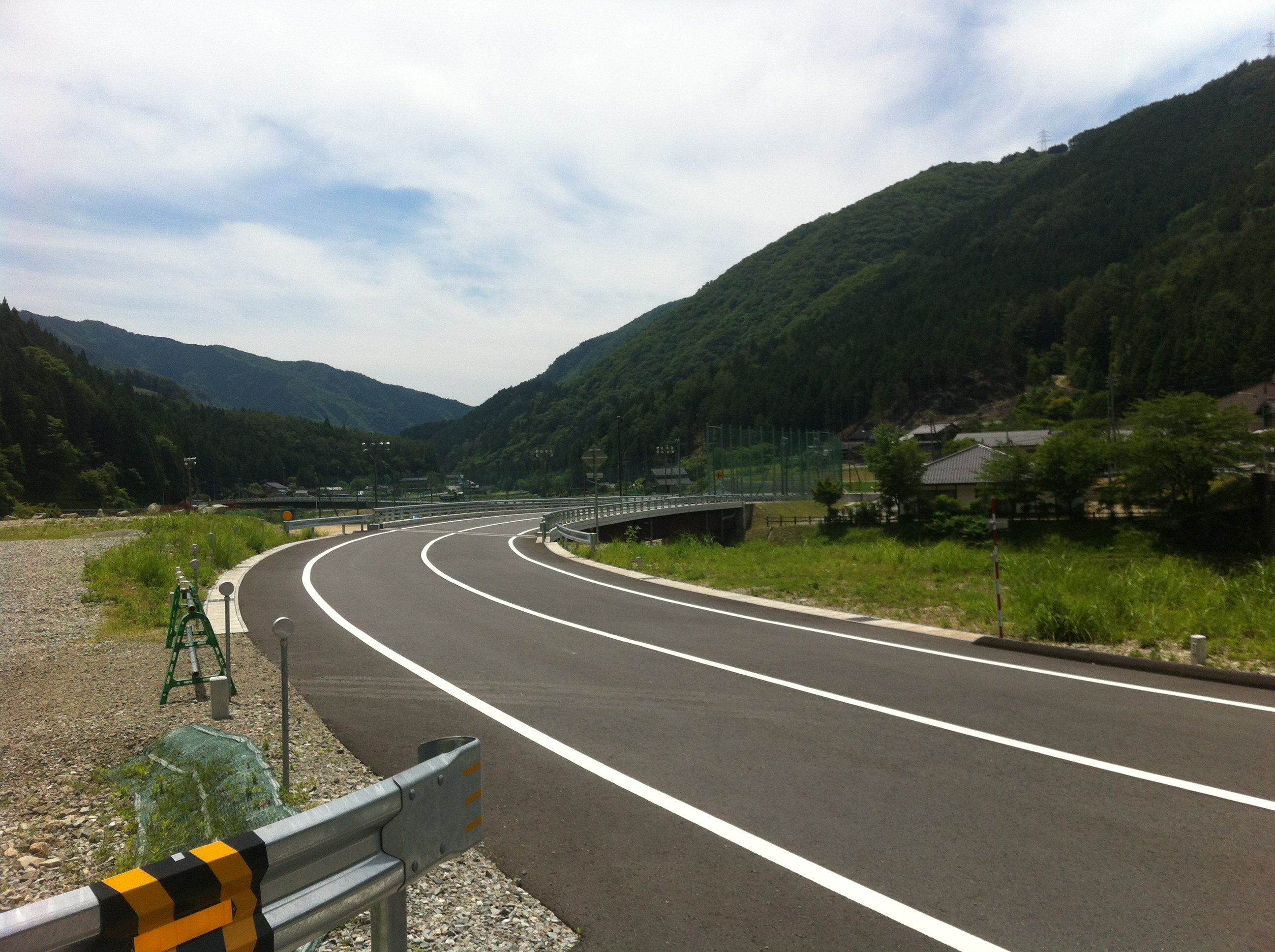
馬瀬惣島地内

岐阜県道431号下山名丸線（ぎふけんどう431ごう しもやまなまるせん）は、岐阜県下呂市内を通る一般県道である。

## 概要

### 路線データ
- 起点：岐阜県下呂市馬瀬下山（岐阜県道86号金山明宝線交点）
- 終点：岐阜県下呂市馬瀬名丸（国道257号交点）

## 沿革
- 1977年（昭和52年）2月27日 ： 認定[1]

## 地理

### 通過する自治体
- 岐阜県
  - 下呂市

### 接続する道路
- 岐阜県道86号金山明宝線（下呂市馬瀬下山、馬瀬大橋南）
- 国道257号（下呂市馬瀬名丸）

### 周辺
- 東仙峡金山湖（岩屋ダム）
- 馬瀬大橋（馬瀬川）
- 道の駅馬瀬 美輝の里
- ホテル美輝
- ふれあいの広場
- 下呂市役所 馬瀬振興事務所
- 馬瀬郵便局
- 馬瀬川